# Bleaberry Burn
Der Bleaberry Burn ist ein 6 km langer Wasserlauf in Northumberland in England. Er entsteht nordöstlich des Pikerigg Currick aus einer Reihe unbenannter Zuflüsse und fließt in östlicher Richtung bis zu seiner Mündung linksseitig in den River West Allen.